# Tralopyril
Tralopyril is een organische verbinding uit de stofklasse der azolen, die als biocide gebruikt wordt, meer bepaald als molluscicide in aangroeiwerende verf. De stof wordt goedgekeurd in de Europese Unie vanaf 1 april 2015 voor een periode van 10 jaar.
De stof werd ontwikkeld door American Cyanamid. Ze wordt gecommercialiseerd door Janssen PMP, een divisie van Janssen Pharmaceutica, onder de merknaam Econea. Ze is minder toxisch dan werkzame stoffen die metaalionen bevatten als koper of zink (bijvoorbeeld zinkpyrithion).